# Harriet Van Horne
Harriet Van Horne (17. května 1920 Syracuse, New York – 15. ledna 1998 Manhattan, New York) byla americká sloupkařka a filmová kritička. Mnoho let psala pro New York World-Telegram a jeho nástupce.

## Život a kariéra
Narodila se ve městě Syracuse, vystudovala střední školu v obci Newark a absolvovala na Rochesterské univerzitě v roce 1940.
V 50. a 60. letech 20. století se často objevovala v televizi jako účastník diskuzí. V letech 1949–1954 byla častým účinkujícím v populárním seriálu Leave it to the Girls stanice NBC. V letech 1952–1955 se také často objevovala ve vědomostní soutěži What's the Story stanice DuMont Television Network
Její sloupky se objevovaly v americkém deníku New York Post a dalších denících ve Spojených státech. V roce 1960, jako filmový kritik pracující pro Scripps-Howard, komentovala prezidentské debaty mezi Richardem Nixonem a J. F. Kennedym. Tato její práce jí „zajistila“ pozici v seznamu Nixonových politických oponentů zveřejněného po aféře Watergate.
Van Horne byla členkou poroty Peabodyho ceny v letech 1958–1967.
Dlouhodobě se potýkala se sexistickým přístupem k ženským žurnalistkám. Ray Erwin z měsíčníku Editor & Publisher popsal Harriet Van Horne jako „půvabnou, modrookou blondýnu s medovým hláskem, ženskými způsoby a harpunou v jejím psacím stroji“ (a dainty, blue-eyed blonde with a sweet-voiced feminine manner-and a harpoon in her typewriter). V roce 1972 vydala kolekci esejí Nechoďte nikam bez tužky (Never Go Anywhere Without a Pencil).
Podle Van Horne: „Ráda jsem poslouchala rádio, dokud jsem si neuvědomila, že poslouchání rádia ze mě dělalo člověka stejně sterilního a nekreativního, jako bylo rádio samo“ (I used to enjoy radio until I realised that by listening to it, I had become almost as sterile and unimaginative as the programs themselves). Psaní televizní recenzí, dle jejího názoru, je svízelná práce, s odůvodněním „Představte si, že musíte recenzovat „I Love Lucy“ dvacetkrát, nebo „Gunsmoke“ desetkrát“ (Imagine having to review 'I Love Lucy' 20 times or 'Gunsmoke' 10 times). V pozdějších letech se nechala slyšet „Přes všechnu moji kritiku se mi „Playhouse 90“ snad i líbil v porovnání s umělými seriály od Universal, nebo všemi těmi policejními a kovbojskými blbostmi (In her later years, she said „For all my criticism, I almost enjoyed 'Playhouse 90' compared to the canned shows from Universal or all that cowboy and cop nonsense“).
S psaním pokračovala téměř do její smrti. Plynule přešla z TV recenzí k různým tématům, které ji zaujaly. I přes zájem čtenářů o její sloupky je otisklo jen pár novin, kvůli náročnosti kategorizování náhodných témat.

## Osobní život
Harrietin manžel David Lowe (1913–1965) byl televizním producentem.

## Smrt
Van Horne zemřela na rakovinu prsu v newyorské nemocnici na Manhattanu 15. ledna roku 1998. Bylo ji 77 let.